# Proboscis orsedice
Proboscis orsedice är en fjärilsart som beskrevs av William Chapman Hewitson 1878. Proboscis orsedice ingår i släktet Proboscis och familjen praktfjärilar. Inga underarter finns listade i Catalogue of Life.